# Pierre Martin Rémi Aucher-Éloy
Pierre Martin Rémi Aucher-Éloy (* 2. Oktober 1792 in Blois; † 6. Oktober 1838 in Djulfa, Iran) war ein französischer Botaniker und Forschungsreisender. Sein offizielles botanisches Autorenkürzel lautet „Aucher“; früher wurde die Abkürzung „Auch.“ benutzt.

## Leben und Wirken
Nach seiner Ausbildung in Orléans und Paris übersiedelte er 1830 nach Istanbul, um im Orient Pflanzen zu sammeln. Er wollte ein Herbarium der Pflanzen des Orients anlegen. Von 1830 bis 1838 war er auf ausgedehnten Reisen in Kleinasien und Vorderasien unterwegs. Diese Reisen führten in 1830 nach Ägypten, Syrien, Zypern und zur griechischen Insel Kos. In den folgenden Jahren durchkämmte er weite Teile der Türkei, Griechenlands, Irans und weiterer Länder. Seine gesammelten Pflanzen verkaufte er an das Muséum national d’histoire naturelle in Paris. Erschöpft und krank starb er in Djulfa in der Nähe von Isfahan am 6. Oktober 1838.
Sein Werk Rélations de voyages en Orient de 1830 à 1838 erschien postum im Jahre 1843.

## Dedikationsnamen
Charles Lucien Jules Laurent Bonaparte ehrte ihn 1853 in der Iberienraubwürger-Unterart (Lanius meridionalis aucheri).